# شرکت انکی
شرکت انکی (エンケイ株式会社 Enkei Kabushiki-gaisha) (انگلیسی: Enkei Corporation) یک تولیدکنندهٔ ژاپنی چرخ،برای موتورسیکلت‌ها و خودروها، هم در ورزش‌های موتوری و هم برای استفاده در خودروهای خیابانی است که در سال ۱۹۵۰ تأسیس شده‌است.

## حضور در ورزش‌های موتوری
انکی از سال ۱۹۹۵ در ورزش‌های موتوری، به‌ویژه در سری سوپر جی‌تی و مسابقات فرمول یک به‌عنوان تأمین‌کنندهٔ چرخ برای تیم فرمول یک مک‌لارن حضور داشته‌است.